# JEALOUS (Dir en greyの曲)
「JEALOUS」（ジェラス）は、1998年5月10日に発売されたDir en greyのインディーズ1枚目のシングル。インディーズにもかかわらず、5月25日付けのオリコンのシングルチャートで35位にランクインした。

## 概説
- Dir en grey初のシングルであり、マキシシングルでのリリース。ミニアルバムのMISSA、ビデオの楓が先に発売されていたため、それらに続く3作品目となる。５月５日に渋谷公会堂で行われたライブ、『「楓」～if trans…～ Mechanism For Leave-Unknown…Despair…a Lost… ～裁きの血舞台～』にて先行発売された。
- 「Dir en grey」「JEALOUS」と書かれている黒いビニール袋に包まれている状態で販売された。裏面にはバーコードなどがあり、この袋が帯の代わりとなっている。
- 初回限定盤には、ブックレット内と同じ衣装で違うポーズをとっているメンバーのトレーディングカードが1枚ランダムで封入されている。(全6種) No. 1 (名前表記無、メンバー全員) No. 2 京 No. 3 薫 No. 4 Die No. 5 Toshiya No. 6 Shinya
- ブックレットの1ページ目にはメンバーの名前が「京／Die／薫／Toshiya／Shinya」と掲載されているが、メンバーの写真はShinya（2ページ目）、Die（4ページ目）、Toshiya（6ページ目）、薫（７ページ目）、京（9ページ目）の順になっている。写真に名前は掲載されていない。
- レコーディングはドラム含め、すべて宅録だった。[1]
- プロデューサーはD≒SIRE/Kreis(→JILS→Kαin)のYUKIYA、サウンドプロデュースはDir en greyとYUKIYA、共同プロデューサー・キーボード／プログラム・追加アレンジ／サウンドアドバイスはD≒SIRE/KreisのKIYOSHI。エグゼクティブプロデューサーはDYNAMITE TOMMY。

## 収録曲
1. JEALOUS
（作詞：京　作曲：Dir en grey）6:45
本作収録のシングルバージョンはアルバム未収録。2000年に発売されたシングル「【KR】cube」にヴォーカルとピアノのみのバージョンとしてリメイク版が収録され(一部歌詞が変更されている)、そのバージョンは2007年発売のベストアルバム『DECADE 1998-2002』にも収録されている。
2. Unknown… Despair… a Lost
（作詞：京　作曲：薫）7:20
2013年に発売されたミニアルバム『THE UNRAVELING』で再構築された際には歌詞が一部変更され、タイトルも「Unknown.Despair.Lost」と冠詞のaが外された。
8ビートでギターはイントロやAメロでミュートの刻みが特徴のあるアレンジの曲。間奏は一度半テンになり、京が「Unknown… despair… a lost」とタイトルを囁いてから元のテンポでギターソロが始まる。作曲者は薫だがギターソロはDieが弾いている。
JEALOUSと同じくシングルバージョンはアルバム未収録。原曲は「刹那」というタイトルだった。[2][3][4]